# Antoon Coolen (1897-1961)
Antonius Franciscus (Antoon) Coolen (Wijlre, 17 april 1897 – Waalre, 9 november 1961) was een Nederlandse romanschrijver. Zijn vaak op het Oost-Brabantse platteland spelende boeken worden meestal tot de streekromans gerekend.

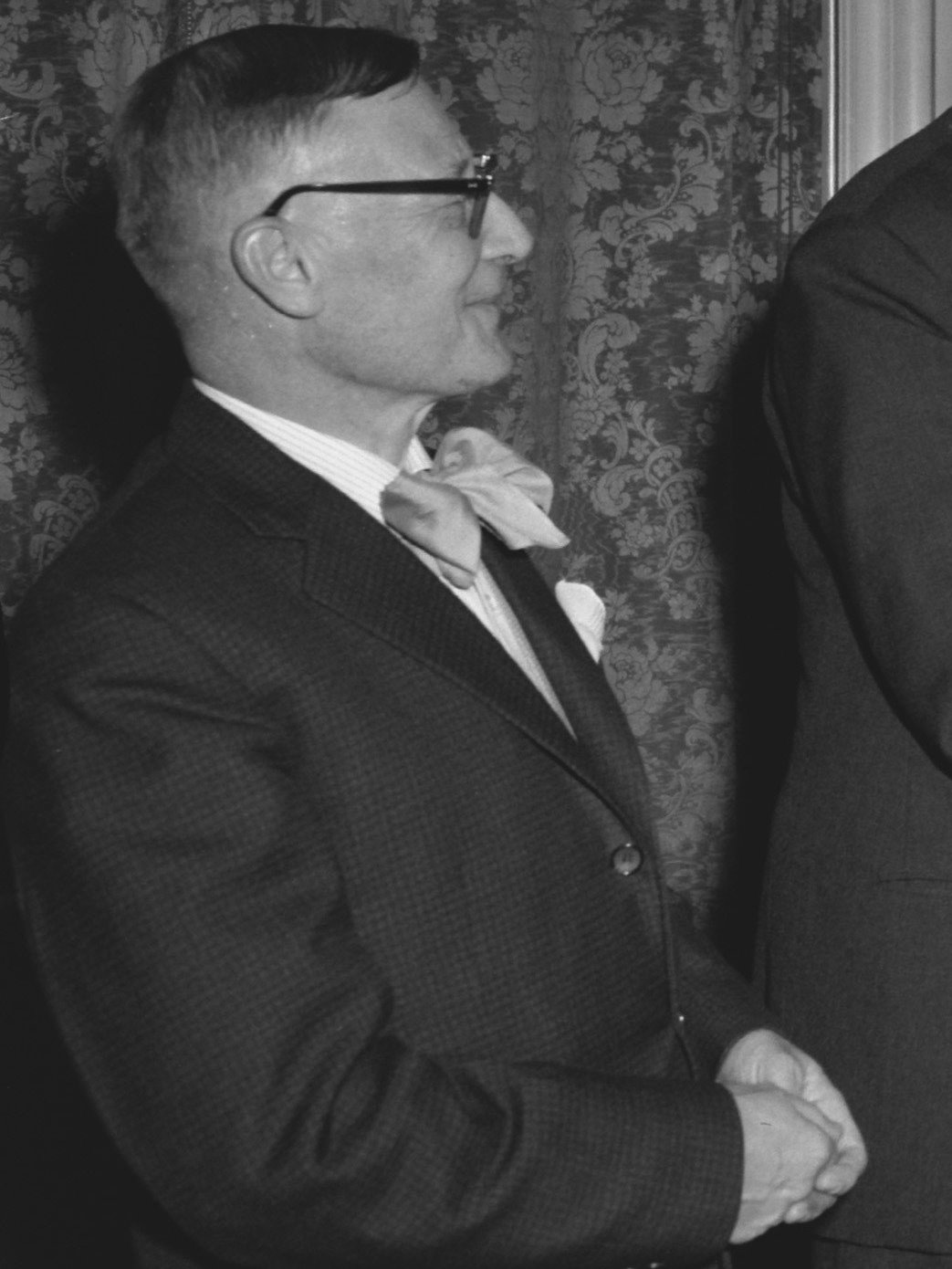
Coolen in 1959

## Brabant
Coolen werd geboren in het Zuid-Limburgse Wijlre als zoon van een bierbrouwer. Zijn ouders waren allebei uit het Noord-Brabantse Peelland afkomstig en waren in 1892 in Deurne gehuwd. Coolen was de derde in een gezin met acht kinderen. Toen hij nog een baby was, verhuisde het gezin naar Zevenbergen. Vanaf 1903 woonde het gezin weer in Deurne, waar Coolens ouders een winkel begonnen in de huidige Kerkstraat, destijds nog een onderdeel van het Haageind. Coolen maakte daar kennis met buurman Hendrik Ouwerling, en mocht menigmaal kennisnemen van diens privé-bibliotheek. Ouwerling wordt dan ook als inspirator van Coolen genoemd. Het huis De Romein waar Ouwerling vanaf 1913 woonde werd na Ouwerlings dood (1932) een zestal jaren door Coolen bewoond. Later woonde Coolen in Waalre, waar hij in 1937 door architect H.W. Valk het huis De Kempen liet bouwen. In dit dorp maakte Coolen zich sterk voor behoud en restauratie van de oude dorpskerk.
Coolen werd bekend met boeken als Dorp aan de rivier (geïnspireerd door het leven van Hendrik Wiegersma en diens vader), Herberg in 't Misverstand en de op waarheid gebaseerde roman De Goede Moordenaar, waarin Coolen de moord op Pietje Munsters in 1910 op een verhalende manier bracht.
Anders dan het werk van de meeste streekromanschrijvers, werd dat van Antoon Coolen door literatuurcritici veelal positief ontvangen. Hij past daarmee meer in de traditie van Streuvels, het impressionisme. De vraag of Coolen wel terecht tot de streekromanschrijvers wordt gerekend, komt herhaaldelijk terug in literatuurkringen.

## Gezin
Coolen was getrouwd met Gerda de Jong (1901-1964) en had vier zonen: Stijn (1931-1983), Guido (1932-2017), Felix (1933-2021) en Peter Hendricus (1937-1947). Zijn drie oudste zonen werden respectievelijk naar voorbeelden van Coolen genoemd: Stijn Streuvels, Guido Gezelle en Felix Timmermans. De vierde zoon werd genoemd naar Hendrik Wiegersma en diens vrouw Petronella (Nel). Wiegersma en Coolen waren goed bevriend.
Begin oktober 1961 viel Coolen door onopgehelderde oorzaak uit een rijdende trein. Dit gaf aanleiding tot moordgeruchten. Coolen lag uren bewusteloos langs de rails en wist ten slotte een boerderij te bereiken. Coolen overleed een maand later op 64-jarige leeftijd aan de gevolgen van deze valpartij en werd begraven bij de Oude Sint-Willibrorduskerk te Waalre.

## Verfilmd
Dorp aan de rivier werd in 1958 door Fons Rademakers verfilmd (zie Dorp aan de rivier). De in 1990 uitgezonden televisieserie De Brug is op Coolens werk geïnspireerd.

## Prijzen

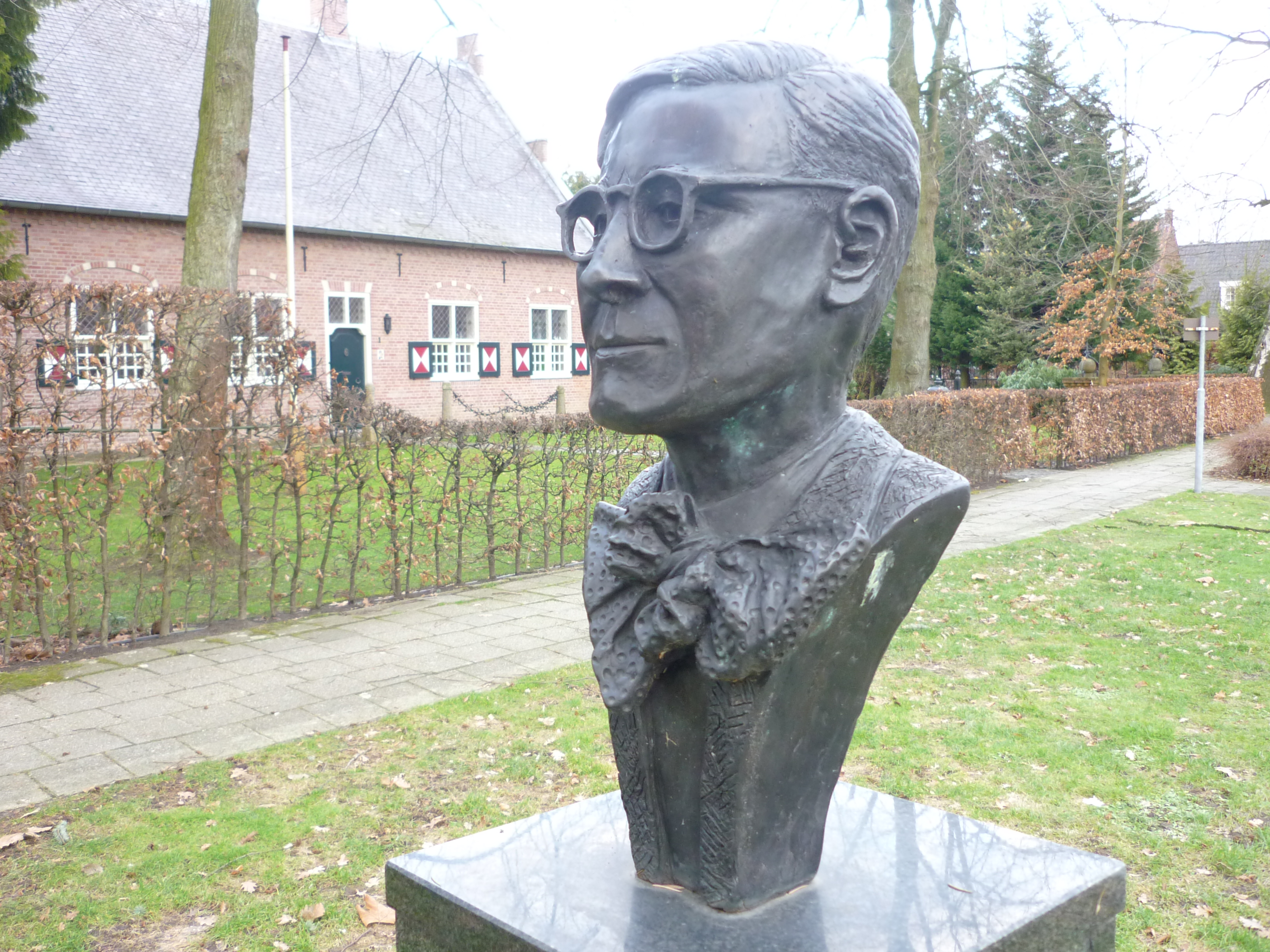
Beeld voor Antoon Coolen in Deurne

- 1930 · C.W. van der Hoogtprijs voor Het donkere licht
- 1947 · Novelleprijsvraag CPNB voor De ontmoeting
- 1954 · Brand-van Gent Prijs voor De vrouw met de zes slapers
- 1954 · Provinciale prijs voor schone kunsten voor De vrouw met de zes slapers en zijn bijdrage aan Het nieuwe Brabant
- 1958 · Cultuurprijs van de gemeente Eindhoven voor De grote voltige
- 1961 · Literatuurprijs van de gemeente Hilvarenbeek voor Stad aan de Maas

## Biografie
- Antoon Coolen 1897-1961. Biografie van een schrijver. Cees Slegers, 2001. Tilburg: Stichting Zuidelijk Historisch Contact Tilburg.

## Noot
1. ↑  Bron: Cultureel Brabant, 'Dodenakker'